# Peppe Femling
Peppe Femling (ur. 24 marca 1992 w Gävle) – szwedzki biathlonista, złoty medalista olimpijski i dwukrotny medalista mistrzostw świata.

## Kariera
Po raz pierwszy na arenie międzynarodowej pojawił się 9 stycznia 2015 roku, startując w zawodach Pucharu IBU w Dusznikach-Zdroju. Zajął tam 57. miejsce w sprincie. Nigdy nie startował na mistrzostwach świata juniorów.
W Pucharze Świata zadebiutował 3 stycznia 2014 roku w Oberhofie, zajmując 89. miejsce w sprincie. Pierwsze pucharowe punkty wywalczył 12 lutego 2015 roku w Oslo, gdzie zajął 21. miejsce w biegu indywidualnym. Nigdy nie stanął na podium indywidualnych zawodów tego cyklu, najlepszy wynik osiągnął 10 grudnia 2017 roku w Hochfilzen, gdzie wspólnie z kolegami z reprezentacji był czwarty w sztafecie.
W lutym 2018 roku wystartował na igrzyskach olimpijskich w Pjongczangu, gdzie razem z Jesperem Nelinem, Sebastianem Samuelssonem i Fredrikiem Lindströmem zwyciężył w sztafecie. W startach indywidualnych plasował się poza czołową trzydziestką.  Podczas rozgrywanych trzy lata później mistrzostw świata w Pokljuce w tej samej konkurencji był drugi.
Po sezonie 2023/2024 postanowił zakończyć sportową karierę.

## Osiągnięcia

### Igrzyska olimpijskie
| Rok  | Miejscowość | Konkurencje | Konkurencje | Konkurencje | Konkurencje | Konkurencje | Konkurencje | Konkurencje |
| Rok  | Miejscowość | IN          | SP          | PU          | MS          | RL          | MR          | SR          |
| ---- | ----------- | ----------- | ----------- | ----------- | ----------- | ----------- | ----------- | ----------- |
| 2018 | Pjongczang  | nd.         | 32.         | 42.         | nd.         | 1.          | nd.         | nd.         |
| 2022 | Pekin       | 40.         | 64.         | nd.         | nd.         | 5.          | nd.         | nd.         |

### Mistrzostwa świata
| Rok  | Miejscowość          | Konkurencje | Konkurencje | Konkurencje | Konkurencje | Konkurencje | Konkurencje | Konkurencje |
| Rok  | Miejscowość          | IN          | SP          | PU          | MS          | RL          | MR          | SR          |
| ---- | -------------------- | ----------- | ----------- | ----------- | ----------- | ----------- | ----------- | ----------- |
| 2015 | Kontiolahti          | 62.         | 78.         | nd.         | nd.         | 18.         | 16.         | nd.         |
| 2016 | Oslo                 | 37.         | nd.         | nd.         | nd.         | 7.          | nd.         | nd.         |
| 2019 | Östersund            | 67.         | 86.         | nd.         | nd.         | nd.         | nd.         | –           |
| 2020 | Anterselva           | 17.         | 20.         | 16.         | 22.         | 10.         | nd.         | –           |
| 2021 | Pokljuka             | 15.         | 31.         | 37.         | 27.         | 2.          | nd.         | –           |
| 2023 | Oberhof              | 79.         | 27.         | 25.         | 30.         | 3.          | –           | –           |
| 2024 | Nové Město na Moravě | 64.         | –           | –           | –           | –           | –           | –           |

### Puchar Świata

#### Miejsca w klasyfikacji generalnej
| Sezon     | Miejsce |
| --------- | ------- |
| 2014/2015 | 76.     |
| 2015/2016 | 102.    |
| 2016/2017 | 83.     |
| 2017/2018 | -       |
| 2018/2019 | 67      |
| 2019/2020 | 46      |
| 2020/2021 | 39.     |
| 2021/2022 | 47.     |
| 2022/2023 | 45.     |
| 2023/2024 | 81.     |

#### Miejsca na podium chronologicznie
Femling nigdy nie stanął na podium indywidualnych zawodów PŚ.